# Cimone (Trentino)
Cimone (im Trentiner Dialekt: Zimon, deutsch veraltet Tschimun) ist eine norditalienische Gemeinde (comune) des Trentino in der autonomen Region Trentino-Südtirol und hat 728 Einwohner (Stand am 31. Dezember 2023). Die Gemeinde liegt etwa 10,5 Kilometer südsüdwestlich von Trient etwas westlich vom Etsch.

## Geschichte
1180 wird der Ort erstmals in einer Urkunde erwähnt.